# تايلورية حصانية
تايلورية حصانية (الاسم العلمي: Taylorella equigenitalis) هي نوع من البكتيريا، سلبية الغرام، تتبع جنس التايلوريات.